# 126906 Andykulessa
126906 Andykulessa è un asteroide della fascia principale. Scoperto nel 2002, presenta un'orbita caratterizzata da un semiasse maggiore pari a 3,0718721 au e da un'eccentricità di 0,0948555, inclinata di 8,12335° rispetto all'eclittica.